# Monika Martin
Monika Martin (son vrai nom est Ilse Bauer), née le 7 mai 1962 à Graz en Autriche, est une chanteuse de schlager très populaire en Allemagne.

## Biographie
Diplômée de l'Ortweinschule de Graz, Monika Martin a étudié l'histoire de l'art et le folklore, puis a chanté en solo à l'Université de musique et des arts du spectacle de Graz.
De 1986 à 1992, elle a été la chanteuse principale du groupe de danse "Heart Breakers" et a enregistré un album avec le groupe en 1990 „Dafür dank’ ich dir“ ("Merci pour ça").
La même année, elle a fait son doctorat à l'Université Karl Franzens de Graz.
En 1995, Monika Martin a reçu son propre contrat d'enregistrement et a eu son premier hit en 1996 avec "La Luna Blu".
Lors du Grand Prix de Musique Folklorique en 1996, le titre est arrivé en deuxième position dans la décision préliminaire autrichienne (internationalement puis en 6ème place).
Au Grand Prix de Musique Folk en 1997, elle a de nouveau pris la deuxième place de la décision préliminaire autrichienne avec le titre "Always just longing" (6ème place à l'international).
En janvier 1998, elle est devenue la gagnante du super hit parade sur ZDF. Son titre «Klinge mein Lied» a atteint le statut d'or en 1999.
En 2000, elle enregistre le titre "My Love" avec le Nockalm Quintet et en 2001 avec Karel Gott le titre "Never let dreams get lost". Les deux titres sont également devenus des succès. En conséquence, la chanteuse est une invitée régulière de divers programmes de télévision depuis des années.
Le 17 juin 2006, avec sa chanson «Heute fühl ich mich wie zwanzig» (Aujourd'hui, je me sens comme vingt), elle a pris la 3ème place dans la décision préliminaire autrichienne pour le Grand Prix de Musique Folk de 2006.
Avec trois autres interprètes, elle retrouve son pays après 1996 et 1997 lors de la finale de la Grand Prix de musique folklorique.
Au Grand Prix de Folk Music en 2006, Monika Martin a terminé quatrième, derrière Rudy Giovannini & Belsy, Vincent & Fernando et Claudia & Alexx.
L'un des premiers effets de cette évolution a été la nomination à ECHO 2006, un prix de la musique allemande, dans lequel les chiffres de vente purs des charts internationaux fournissent aux interprètes la nomination. Étant donné que Monika Martin était la seule femme parmi les nommés ECHO dans la catégorie «Populaire», elle est actuellement la soliste la plus titrée de la musique populaire. Monika Martin a reçu le Golden Tuning Fork en septembre 2006.
Le 13 janvier 2007, elle a reçu la couronne de la musique folk et en septembre 2008 un prix pour un million de disques vendus.

## Discographie

### Album
| Année | Titre                                                                  | Classement   | Classement  | Classement  |
| Année | Titre                                                                  | AT           | DE          | CH          |
| ----- | ---------------------------------------------------------------------- | ------------ | ----------- | ----------- |
| 1990  | Heart Breakers mit Dr. Ilse Bauer (Monika Martin) – Dafür dank ich Dir | —            | —           | —           |
| 1996  | La luna blu                                                            | —            | —           | —           |
| 1997  | Immer nur Sehnsucht                                                    | —            | —           | —           |
| 1999  | Klinge mein Lied                                                       | 15 (12 sem.) | —           | —           |
| 2000  | Mein Liebeslied                                                        | 17 (9 sem.)  | —           | —           |
| 2001  | Napoli adieu                                                           | 11 (10 sem.) | 62 (4 sem.) | —           |
| 2001  | Drei Stimmen d'amour (Monika, Martin, Mara Kayser & Francine Jordi)    | 35 (6 sem.)  | —           | —           |
| 2002  | Mein Gefühl                                                            | 6 (13 sem.)  | 51 (3 sem.) | —           |
| 2002  | Stilles Gold – Das Beste von Monika Martin                             | 31 (15 sem.) | —           | —           |
| 2003  | Himmel aus Glas                                                        | 11 (13 sem.) | 53 (3 sem.) | —           |
| 2004  | Eine Liebe reicht für zwei                                             | 11 (12 sem.) | 83 (2 sem.) | —           |
| 2004  | Ave Maria – Lieder zur stillen Zeit                                    | 53 (4 sem.)  | —           | —           |
| 2005  | Schmetterling d'amour                                                  | 25 (14 sem.) | 81 (2 sem.) | —           |
| 2005  | Meine Lieder, meine Träume (DVD)                                       | —            | —           | —           |
| 2006  | Heute fühl ich mich wie zwanzig                                        | 10 (13 sem.) | 58 (2 sem.) | 69 (1 sem.) |
| 2007  | Aloha Blue                                                             | 10 (11 sem.) | 47 (2 sem.) | 95 (2 sem.) |
| 2007  | Sehnsucht nach Dir                                                     | —            | —           | —           |
| 2008  | Und ewig ruft die Liebe                                                | 6 (10 sem.)  | 26 (3 sem.) | 62 (3 sem.) |
| 2008  | Erhebet die Herzen                                                     | 53 (4 sem.)  | —           | —           |
| 2009  | Du hast mich geküsst                                                   | 21 (5 sem.)  | 51 (2 sem.) | 94 (1 sem.) |
| 2010  | Das Beste von Monika Martin – ganz persönlich                          | 17 (9 sem.)  | 57 (2 sem.) | 84 (1 sem.) |
| 2010  | Wir dürfen träumen davon                                               | 24 (7 sem.)  | 62 (2 sem.) | 84 (1 sem.) |
| 2012  | Ein Leben lang vielleicht                                              | 14 (5 sem.)  | 64 (1 sem.) | —           |
| 2013  | Hinter jedem Fenster                                                   | 12 (7 sem.)  | 21 (2 sem.) | —           |
| 2015  | Mit Dir                                                                | 6 (8 sem.)   | 13 (5 sem.) | 35 (2 sem.) |

## Ses principaux succès
- La Luna Blu (1996)
- Klinge mein Lied (1998)
- Gib einem Kind Deine Hand (2000)
- Schweige mein Herz (2000)
- Napoli adieu (2001)
- Hast du heute schon gelächelt (2002)
- Eine Liebe reicht für zwei (2004)
- Ich träum mich heute Nacht in deine Arme (2005)
- Heute fühl ich mich wie zwanzig (2006)
- Mozartgasse 10 (2008)
- Mein Engel bist du (2010)